# Victim of Love (chanson des Eagles)
Pour les articles homonymes, voir Victim of Love.
Singles de Eagles
Take it to the Limit
(1975) Hotel California
(1976)
Victim of Love est une chanson du groupe Eagles. Elle figure à la 6e place de leur album Hotel California sorti en 1976. Elle est sortie en tant que Face B sur le single de New Kid in Town paru le 7 décembre 1976.